# De Havilland DHC-8
Die De Havilland DHC-8, ursprünglich de Havilland Canada DHC-8, später Bombardier DHC-8 und umgangssprachlich sowie in der Ansprache durch die Flugverkehrskontrolle nach dem englischen Wort für Gedankenstrich oft kurz Dash 8 genannt, ist eine Familie zweimotoriger Turboprop-Regionalflugzeuge. Sie wurde Anfang der 1980er-Jahre vom Flugzeughersteller de Havilland Canada entwickelt. Bombardier Aerospace erwarb de Havilland 1992 von Boeing; die DHC-8 wurde aus Marketinggründen zeitweise als Bombardier Q Series bezeichnet.
Im Jahr 2019 erwarb Longview Aviation Capital das gesamte Dash-8-Programm von Bombardier Aerospace und überführte es in eine neue Tochtergesellschaft, die wieder den Namen De Havilland Aircraft of Canada erhielt.

## Geschichte

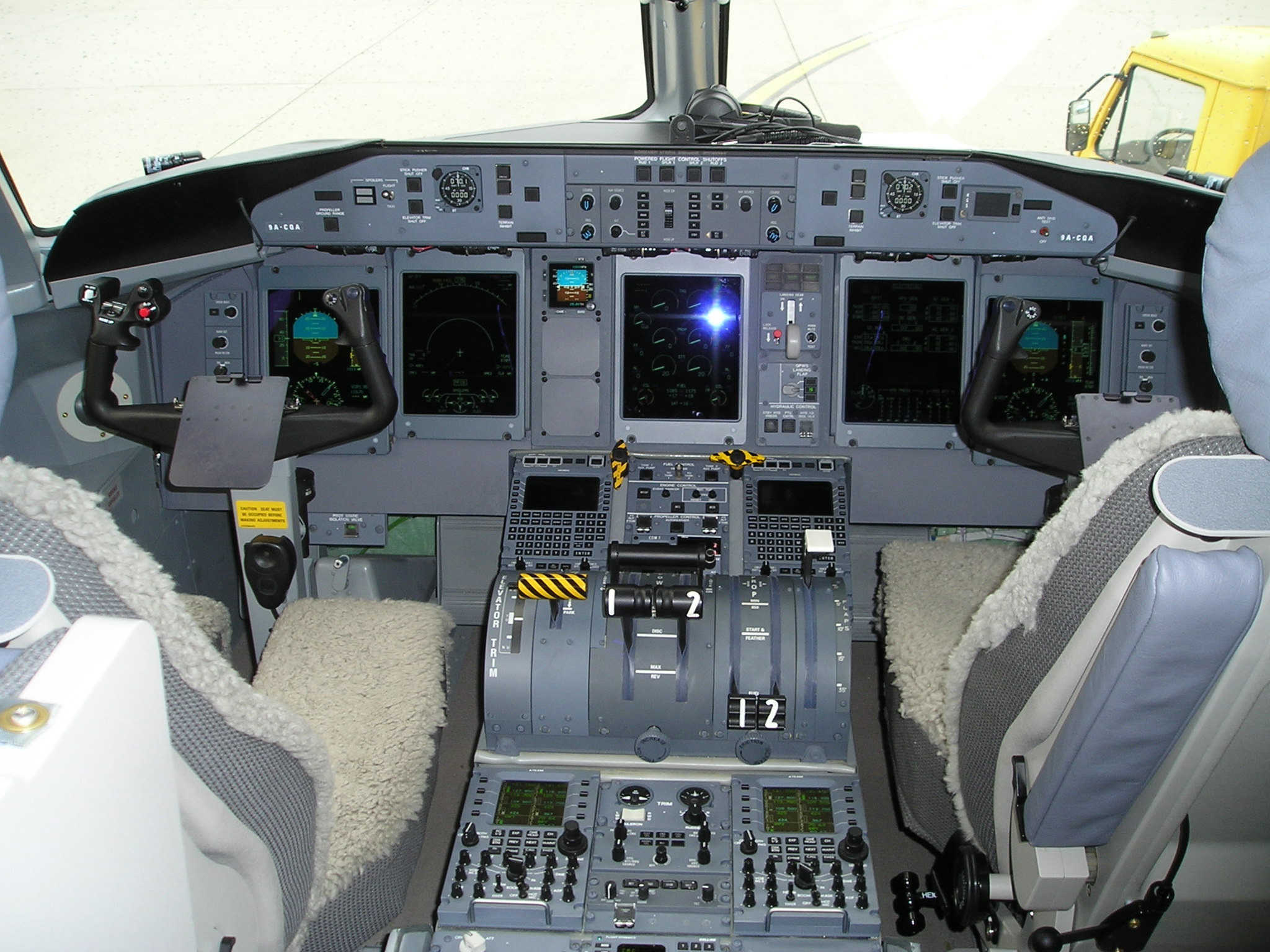
Cockpit einer DHC-8-400

Die DHC-8 (vom Hersteller Dash 8 genannt) war die erste der neuen Generation von leistungsstarken Turboprop-Maschinen, die in den 1980er Jahren auf den Markt kamen. De Havilland Canada begann mit ihrer Entwicklung als Nachfolger für die viermotorige DHC-7 im Jahre 1980. Ihren Erstflug hatte die DHC-8 am 20. Juni 1983, ein Jahr später begann die Serienproduktion.
Ab dem zweiten Quartal 1996 wurden alle neuen DHC-8 (inklusive der Baureihe 400) mit einer aktiven Geräusch- und Vibrationsdämmung (Noise and Vibration Suppression, NVS) versehen, da Bombardier das Innengeräusch und die Vibrationen während des Fluges denen eines strahlgetriebenen Passagierjets angleichen wollte. Um den höheren Komfort noch zu verdeutlichen, wurde die Herstellerbezeichnung der Maschinen von Dash 8 in Dash 8Q („quiet“) geändert, später bot Bombardier nur noch das Modell Q 400 (Q Series) an. Die Hauptkonkurrenten der DHC-8 sind die ATR 42 und ATR 72, wie auch die alternde Fokker 50.
Die erste Version – die DHC-8-100 mit 36 Sitzen – hatte ihren Erstflug am 20. Juni 1983. Es folgte knapp zehn Jahre später die 200er-Serie mit neuen Triebwerken. Mit diesen ist die Maschine knapp 30 km/h schneller und ermöglicht ein höheres Abfluggewicht. Die dann folgende 300er-Version wurde um 3,43 m gestreckt (jetzt 56 Passagiere). Die neueste Version (Erstflug am 31. Januar 1998) ist die DHC-8Q-400 mit bis zu 78 Passagieren und nochmals verbesserten, leiseren Triebwerken. Erstauslieferung dieser Maschinen war im Sommer 1999.
Für die Maschinen der 100-, 200- und 300-Versionen bietet Field Aviation eine Umrüstung der Cockpitausstattung auf fünf EFI-890R-LCD-Bildschirme an. Die erste Maschine wurde im Juni 2011 an die isländische Küstenwache übergeben, nachdem am 12. April 2011 die ergänzende Zulassung durch die kanadische Luftfahrtbehörde erteilt worden war.
Das Dash-8-Q400-Programm wurde Ende 2018 für 300 Millionen US-Dollar an die kanadische Longview Aviation Capital verkauft. Am 17. Februar 2021 verkündete DHC, dass die Fertigung vorübergehend eingestellt werde, als Grund wurde die Pandemie genannt. Erschwerend käme hinzu, dass der Mietvertrag für die Produktionsstätte Ende 2021 ausläuft (mit einer Verlängerungsoption bis 2023). De Havilland Canada erklärte, dass sie an dem Programm festhalten und bei neuem Bedarf die Produktion an einem anderen Standort wieder aufnehmen könnte.

## Versionen

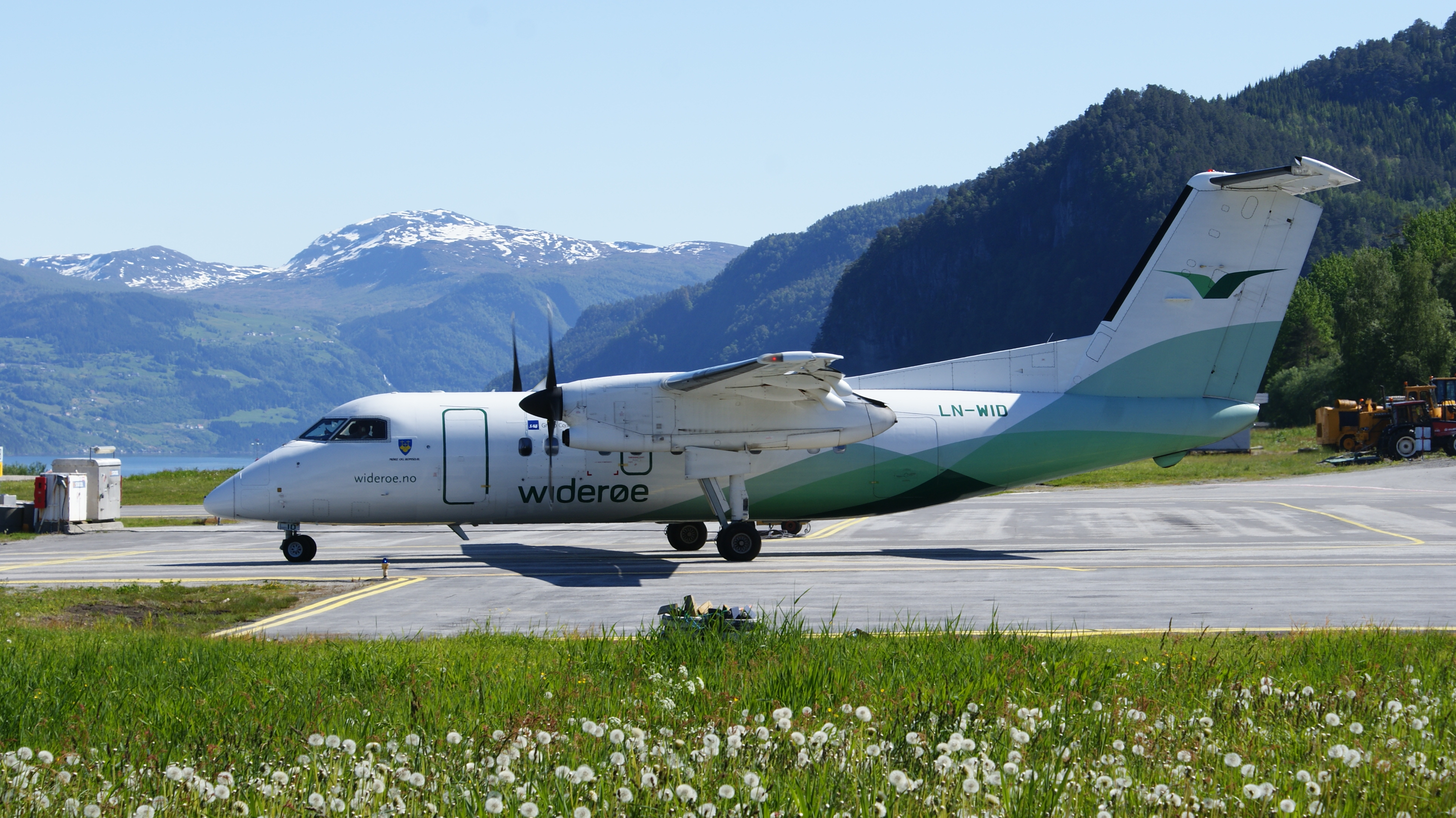
Eine De Havilland Canada DHC-8-100 der Widerøe

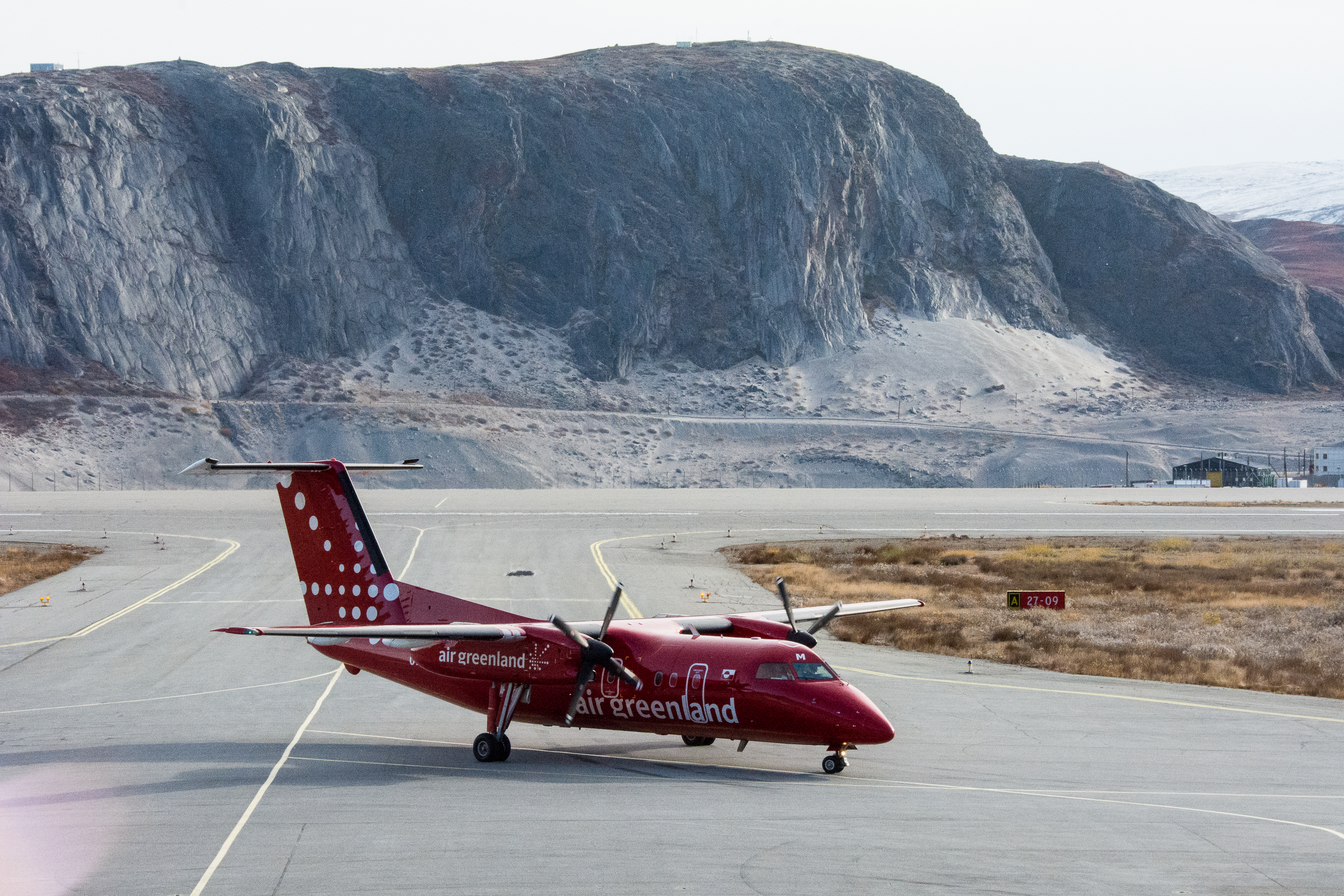
Eine De Havilland Canada DHC-8-200 der Air Greenland

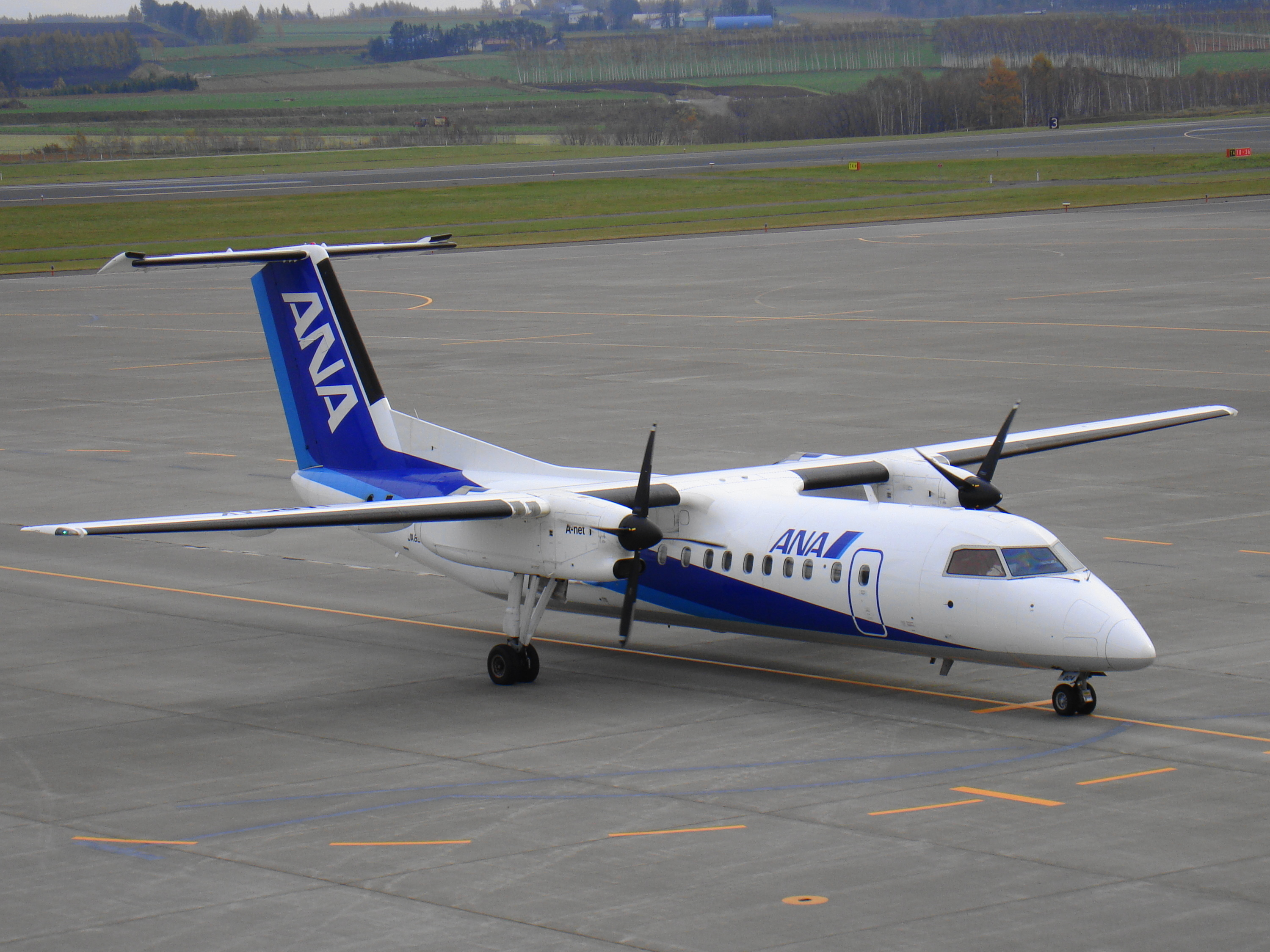
Eine De Havilland Canada DHC-8-300 der ANA

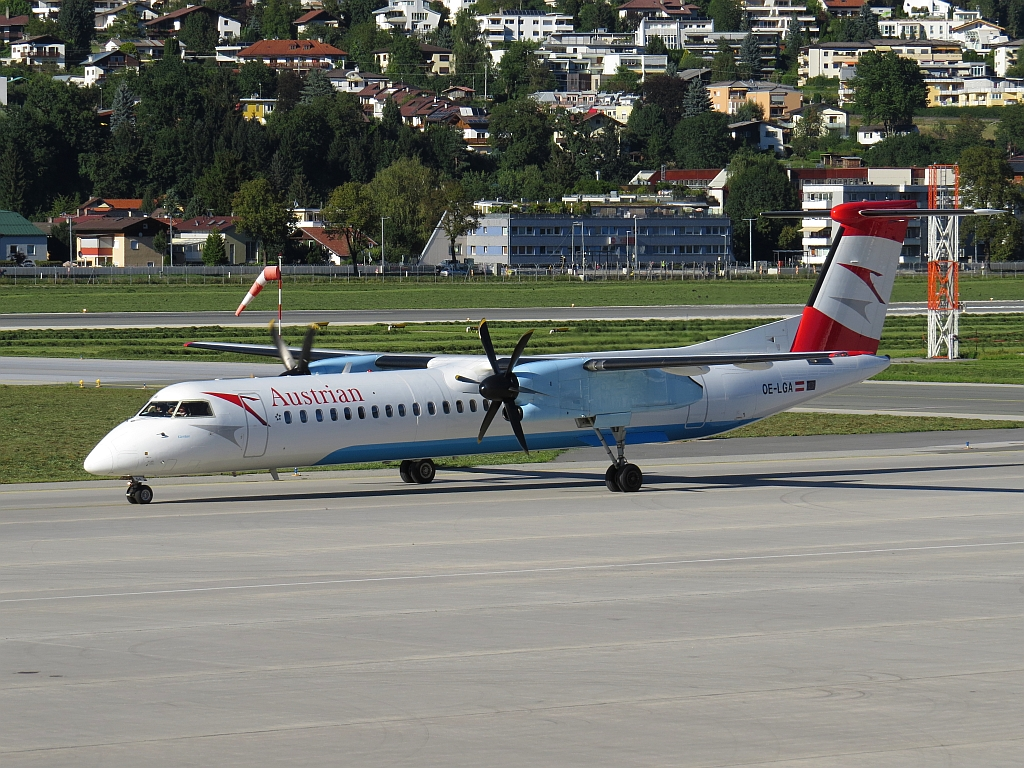
DHC-8-400 der Austrian auf dem Innsbrucker Flughafen

### DHC-8-100
Das umgangssprachlich auch als Dash 8-100 bekannte STOL-Flugzeug sollte mit einer Kapazität von bis zu 39 Passagieren die Lücke zwischen der größeren DHC-7 und der kleineren DHC-6 Twin Otter schließen. Die DHC-8-100 hatte ihren Erstflug am 20. Juni 1983, wurde ab Dezember 1984 ausgeliefert und wird seit 2005 nicht mehr als Neuflugzeug angeboten.

### DHC-8-200
Knapp zehn Jahre später folgte mit neuen Triebwerken die 200er-Serie (später Dash 8Q-200) mit bis zu 39 Passagieren. Dadurch erhöhte sich die Reisegeschwindigkeit der Maschine um über 30 km/h und zudem ihr Startgewicht. Sie wird seit 2009 nicht mehr gebaut.

### DHC-8-300
Die 300er-Serie (später als Dash 8Q-300 vermarktet) wurde um 3,43 m gestreckt und bietet Platz für bis zu 56 Passagiere. Entwickelt wurde sie ab 1986, bereits drei Jahre später war sie bei verschiedenen Fluggesellschaften in Diensten. Ihr Erstflug fand am 15. Mai 1987 statt. Die Produktion endete 2009.

### DHC-8-400
Die neueste Version dieses Flugzeugtyps ist die vom Hersteller Dash 8Q-400 genannte mit Platz für maximal 90 (ursprünglich 78) Passagiere und weiterentwickelten, leiseren Triebwerken, größerer Reichweite und deutlich erhöhter Reisegeschwindigkeit. Die Roll-Out-Zeremonie fand am 21. November 1997 statt, der Erstflug am 31. Januar 1998. Zertifizierung und erste Auslieferungen folgten im Sommer des folgenden Jahres.
Die DHC-8-400 hat im Unterschied zu ihren Geschwistern ein elektronisches Fluginstrumentensystem (EFIS) von Thales und eine moderne Avionik.
Seit 2009 wird die Q400 als NextGen-Variante mit einer modernisierten Inneneinrichtung ausgeliefert, diese umfasst unter anderem LED-Beleuchtung und größere Ablagefächer. Auch längere Wartungsintervalle wurden versprochen. Seit 2014 wird die Q400 NextGen auch in einer Bestuhlung mit 86 Sitzen angeboten.
Im Februar 2016 hat Bombardier angekündigt, in Zukunft eine Version für bis zu 90 Passagiere anzubieten. Dazu werden Anpassungen am Flugzeugrumpf notwendig, und der Sitzabstand schrumpft auf 71 Zentimeter. Seit 2019 sind 90-Sitzer bei der indischen Fluggesellschaft SpiceJet im Einsatz, 2021 genehmigte die EASA diese Version auch für den europäischen Markt.
Als Q400F werden zu Frachtern mit neun Tonnen Nutzlast umgebaute DHC-8Q-400 bezeichnet. Die erste Maschine wurde von der kanadischen Firma Cascade Aerospace in Vancouver umgerüstet und ist seit Anfang 2009 bei der schwedischen Fluggesellschaft Nord-Flyg im Dienst.
Im August 2011 wurden die ersten zwei DHC-8-400 in VIP-Bestuhlung von Field Aviation an Avitrade Belgium übergeben. Die Zahl der Sitzplätze variiert zwischen 28 und 40.
Im Juli 2014 bestellte die japanische Fluggesellschaft Ryūkyū Air Commuter als erste eine Combiversion, die vier Tonnen Fracht und 50 Passagiere transportieren kann.
Bombardier untersuchte unter dem Projektnamen Q400X eine weitere Streckung der DHC-8-400, um noch mehr Passagiere befördern zu können, allerdings wurde das Programm eingestellt.

## Zwischenfälle
Von 1988 bis Januar 2024 ereigneten sich beim Betrieb der DHC-8 insgesamt 38 Flugunfälle mit Totalverlust der Maschine. Bei neun davon kamen insgesamt 184 Menschen an Bord sowie eine Person am Boden (und evtl. ein Esel) ums Leben; bei diesen neun überlebten mindestens 119. Beispiele:
- Am 21. November 1990 stürzte eine DHC-8-100 der Bangkok Airways (Luftfahrzeugkennzeichen HS-SKI) von Bangkok nach Ko Samui kurz vor der Landung in eine Kokosnussplantage. Die Piloten flogen, verwirrt durch einen misslungenen Landeversuch, in ein Unwetter, in dem sie die Orientierung verloren. Alle 38 Insassen, davon 33 Passagiere, verloren ihr Leben (siehe auch Bangkok-Airways-Flug 125).[16]

- Am 6. Januar 1993 flog eine DHC-8-300 der Lufthansa CityLine (D-BEAT) beim Anflug auf den Flughafen Paris-Charles-de-Gaulle ins Gelände. Der Linienflug von Bremen nach Paris wurde durch das beauftragte Unternehmen Contact Air durchgeführt. Die Maschine flog nach einem missglückten Swing-Over-Manöver um 19:20 Uhr Ortszeit 1,8 Kilometer vor der Landebahnschwelle der Landebahn 28 des Flughafens in den Boden, wobei 4 der 23 Insassen ums Leben kamen. Der Landebahnwechsel wurde nötig, nachdem eine Boeing 747 der Korean Air die für LH 5634 vorgesehene Landebahn 27 mit einem Triebwerk berührt hatte und diese infolgedessen gesperrt wurde. Als Ursache des Unfalls wurde – unabhängig von den schlechten Wetterbedingungen bezogen auf Sichtweite und Bewölkung – vor allem das Fehlverhalten der Piloten festgestellt, die ihre zu hohe Sinkrate trotz der Signale des Höhenwarnsystems, des sogenannten Ground Proximity Warning Systems, nicht bemerkten und vergaßen, die Landeklappen auszufahren (siehe auch Lufthansa-CityLine-Flug 5634).[17][18]

- Am 9. Juni 1995 unterbrach der Kapitän einer DHC-8-100 der Ansett New Zealand (ZK-NEY), die einen Flug von Auckland zum Flughafen Palmerston North durchführte, im Landeanflug mehrfach den Ersten Offizier, als dieser die Landecheckliste abarbeitete. Der Kapitän wies den Ersten Offizier an, einzelne Punkte der Checkliste zu überspringen und das Fahrwerk auszufahren. Derart abgelenkt von seiner eigentlichen Aufgabe, das Flugzeug zu fliegen, lenkte der Kapitän die Maschine schließlich in hügeliges Gelände (Controlled flight into terrain). Von den 21 Personen an Bord starben vier – der Flugbegleiter und drei Passagiere (siehe auch Ansett-New-Zealand-Flug 703).[19]

- Am 12. Februar 2009 stürzte eine DHC-8-402Q der Colgan Air (N200WQ) auf einem Flug für Continental Airlines auf dem Weg vom Flughafen Newark im Anflug auf den Flughafen Buffalo Niagara International über der Kleinstadt Clarence nahe der Stadt Buffalo im Staat New York ab. Die 49 Menschen an Bord sowie eine Person am Boden starben bei dem Unfall. Es handelte sich um den bis Juli 2023 zweitschwersten Unfall mit diesem Flugzeugmuster. Hauptursachen des Unfalls waren menschliches Versagen der übermüdeten Piloten und unzulängliche Verfahrensanweisungen der Fluggesellschaft (siehe Continental-Airlines-Flug 3407).[20][21]

- Am 13. Oktober 2011 wurde eine DHC-8-100 der PNG Air (P2-MCJ) auf dem Weg von Lae nach Madang bei einer Notlandung während des Anflugs weitgehend zerstört. Bei dem Unfall wurden 28 Passagiere getötet, 4 Überlebende konnten geborgen werden, darunter auch beide Piloten (siehe auch Airlines-PNG-Flug 1600).[22][23][24]

- Am 5. Oktober 2013 verunglückte eine DHC-8-200 (N356PH), die von Win Win Services[25] für die United States Air Force betrieben wurde, bei Acandí, Kolumbien, in bergigem Gelände. An Bord der Maschine befanden sich 6 Personen. Die beiden Piloten überlebten, die vier Passagiere wurden bei dem Unfall getötet. Die Unfallursache ist nicht bekannt, über die Umstände des Unfalls wurden kaum Details an die Öffentlichkeit kommuniziert. Die Maschine befand sich auf einer geheimen Mission, bei der die Grenze zwischen Panama und Kolumbien zur Eindämmung des organisierten Drogenschmuggels überwacht werden sollte.[26]

- Am 30. September 2015 verunglückte eine Luxair DHC-8-400 (LX-LGH) beim Startlauf auf der Piste 09 des Flughafens Saarbrücken. Die Copilotin hatte das Fahrwerk während des Startlaufs, kurz vor dem Abheben, versehentlich entriegelt, wodurch das Fahrwerk einfuhr, das Flugzeug durchsackte und noch 500 Meter auf dem Rumpf die Startbahn entlang rutschte, bis es zum Stillstand kam.[27][28] Bei dem Unfall wurde keiner der 16 Passagiere und vier Besatzungsmitglieder verletzt. Die Maschine wurde jedoch stark beschädigt, weshalb Luxair sich dazu entschied, die Maschine zu ersetzen.[29]

- Am 12. März 2018 verunglückte eine DHC-8-400 der US-Bangla Airlines (S2-AGU) auf dem Flug von Dhaka während der Landung in Kathmandu, nachdem mehrere chaotische Anflugversuche abgebrochen worden waren. Schließlich setzte die Maschine 1700 Meter (5600 Fuß) vom Landebahnanfang mit einer Schräglage von 15 Grad und 25 Grad nach links von der Landebahnrichtung versetzt auf. Sie geriet von der Bahn ab und raste durch den Flughafenzaun. Das Flugzeug fing Feuer; in der Maschine befanden sich 71 Menschen. Von ihnen kamen 51 ums Leben, alle vier Besatzungsmitglieder und 47 Passagiere. Es handelte sich um den bis Juli 2023 schwersten Unfall mit diesem Flugzeugmuster. Der psychisch gestörte Kapitän war schon einmal für 10 Jahre vom Flugdienst entfernt worden.[30]

- Am 10. August 2018 stürzte nahe Seattle eine DHC-8-400 der Fluggesellschaft Horizon Air (N449QX), einer Tochtergesellschaft der Alaska Airlines, auf Ketron Island im südlichen Puget Sound ab. Die Maschine war durch einen Beschäftigten dieser Gesellschaft entwendet worden, welcher bei dem Absturz starb. Es befanden sich keine Passagiere an Bord.[31][32] Die Unfalluntersuchungen ergaben, dass die Maschine absichtlich in den Boden gelenkt wurde, es sich also um einen Pilotensuizid gehandelt hatte.

- Am 8. Mai 2019 verunglückte eine DHC-8-400 der Biman Bangladesh Airlines (S2-AGQ) bei der Landung in Rangun in Myanmar. Alle 33 Insassen überlebten den Zwischenfall leicht verletzt, bei dem das Flugzeug in drei Teile zerbrach (siehe auch Biman-Bangladesh-Airlines-Flug 60).[33][34]

- Am 14. Juli 2020 kam es bei der Landung einer DHC-8 in Beledweyne in Somalia zu einem Zusammenprall mit einem Esel. Dabei kam die DHC-8 von der Landebahn ab und begann kurz darauf zu brennen. Alle drei Insassen überlebten, der Esel höchstwahrscheinlich nicht. Die Maschine wurde zerstört.[35]

- Am 2. Januar 2024 kollidierte ein im Landeanflug auf den Flughafen Tokio-Haneda befindlicher Airbus A350-941 der Japan Airlines mit einer Bombardier DHC-8-315Q der Japanischen Küstenwache. Von den sechs Personen an Bord der De Havilland starben fünf, ein Pilot überlebte schwer verletzt (siehe auch Flugzeugkollision von Tokio-Haneda 2024).[36]

Pannenserie mit dem Fahrwerk der DHC-8-400
Wegen mehrerer Probleme mit dem Fahrwerk der Maschine empfahl Bombardier selbst am 12. September 2007 ein Startverbot für Flugzeuge dieses Typs mit mehr als 10.000 Landungen. Weltweit waren etwa 60 Flugzeuge davon betroffen. Es hatte binnen einer Woche zwei Bruchlandungen und zwei weitere Notlandungen von Maschinen der skandinavischen Fluggesellschaft SAS wegen technischer Defekte gegeben. Am 14. September 2007 hatte der Hersteller der Fahrwerke, die Goodrich Corporation, bereits eine Inspektionsanleitung angewiesen, die von Bombardier an die Halter der betroffenen Flugzeuge verteilt wurde. Gemäß dieser Herstelleranweisung können die Maschinen nach erfolgter Inspektion wieder in Dienst gestellt werden. Trotzdem musste am 21. September 2007 eine DHC-8-400 der Augsburg Airways den Landeanflug in Florenz abbrechen und nach München zurückkehren, weil das Bugfahrwerk nicht ordnungsgemäß ausgefahren werden konnte. Den Piloten gelang eine Landung ohne Verletzte.

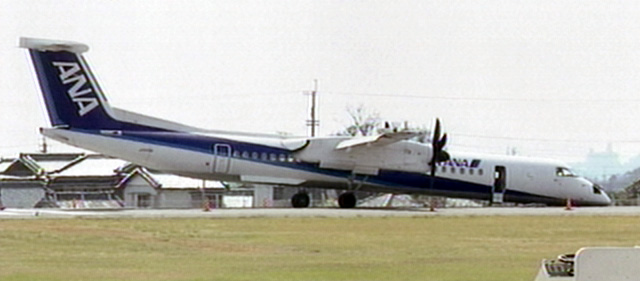
DHC-8-400 der ANA nach einer „Bauchlandung“ auf dem Flughafen Kōchi, weil sich das Bugfahrwerk nicht ausfahren ließ

Am 27. Oktober 2007 ereignete sich erneut ein Zwischenfall einer DHC-8-400 der skandinavischen Fluggesellschaft SAS in Kopenhagen, bei der sich das rechte Hauptfahrwerk nicht ausfahren ließ. Die Piloten landeten das Flugzeug daraufhin nur mit dem linken ausgefahrenen Hauptfahrwerk; bei der Notlandung wurde niemand verletzt. Daraufhin zog SAS alle 27 eingesetzten Maschinen ohne zeitliche Begrenzung aus dem Verkehr. Alle DHC-8-Maschinen der SAS waren erst bis Anfang November überprüft und danach freigegeben worden. Damit sind in nur zwei Monaten drei DHC-8-400 der SAS mit Problemen des Hauptfahrwerks bruchgelandet. Am 28. Oktober zog die Gesellschaft daraus die Konsequenz, sämtliche Maschinen des Typs DHC-8-400 dauerhaft aus der eigenen wie auch aus der Flotte der Tochtergesellschaft Widerøe zu nehmen und andere Flugzeugtypen als Ersatz anzuschaffen. Der Hersteller Bombardier äußerte sich enttäuscht über die Entscheidung und verwies darauf, dass die Untersuchungen der Vorfälle noch nicht abgeschlossen seien und die Ursache noch nicht festgestellt worden sei. Bereits nach den ersten beiden Bruchlandungen kündigte SAS außerdem Schadenersatzforderungen an Bombardier in Höhe von 500 Millionen schwedischen Kronen (55 Millionen Euro) wegen Rost an der Fahrwerkshydraulik fast aller Maschinen an.
Die EASA nahm daraufhin eine Untersuchung vor und kam Anfang November zu dem Ergebnis, dass der letzte Unfall nicht mit den vorherigen in Verbindung steht, sondern auf falsche Wartungsarbeiten seitens SAS zurückzuführen ist. Da also in diesem speziellen Fall keine konstruktiven Mängel vorlagen, bestand nach Ansicht der EASA kein Zweifel an der allgemeinen Flugsicherheit der Maschinen. In den anderen Fällen lag aber eine Fehlkonstruktion vor. Korrosion an einem Gewinde sorgte dafür, dass das Fahrwerk nicht einrastete und beim Aufsetzen nachgab. Inzwischen ist das Problem durch Verwendung besonders versiegelter Bauteile behoben.
Im März 2008 einigte sich die SAS mit Bombardier und orderte zu Vorzugskonditionen 13 Regional-Jets des Typs CRJ-900 sowie für die Tochtergesellschaften Widerøe und Air Baltic 14 neue DHC-8-400.
Am 27. September 2013 musste eine DHC-8-400 der Croatia Airlines auf dem Flughafen Zürich notlanden, weil sich das Bugfahrwerk nicht ausfahren ließ, dieser Unfall steht technisch nicht im Zusammenhang mit den Problemen von 2007.
Im Februar 2017 knickte das rechte Fahrwerk einer DHC-8-400 Havilland der britischen Fluggesellschaft Flybe bei der Landung am Flughafen Amsterdam Schiphol ein.
Am 25. Juni 2017 mussten die Passagiere einer DHC-8-400 von Air Berlin beim Anflug auf den Flughafen Venedig die Schwimmwesten anlegen, weil das korrekte Ausfahren des Fahrwerks nicht sichergestellt werden konnte.
Am 10. November 2017 musste eine DHC-8 der Flybe auf dem Flug von Belfast City Airport nach Inverness nach zweistündiger Warteschleife auf dem Belfast International Airport notlanden, da es Probleme mit dem Ausfahren des Bugrads gab. Ein Passagier wurde verletzt.
Am 11. Januar 2018 knickte bei einer DHC-8 der LOT auf dem Flug von Krakau nach Warschau das Bugrad ein.

## Militärische Nutzer

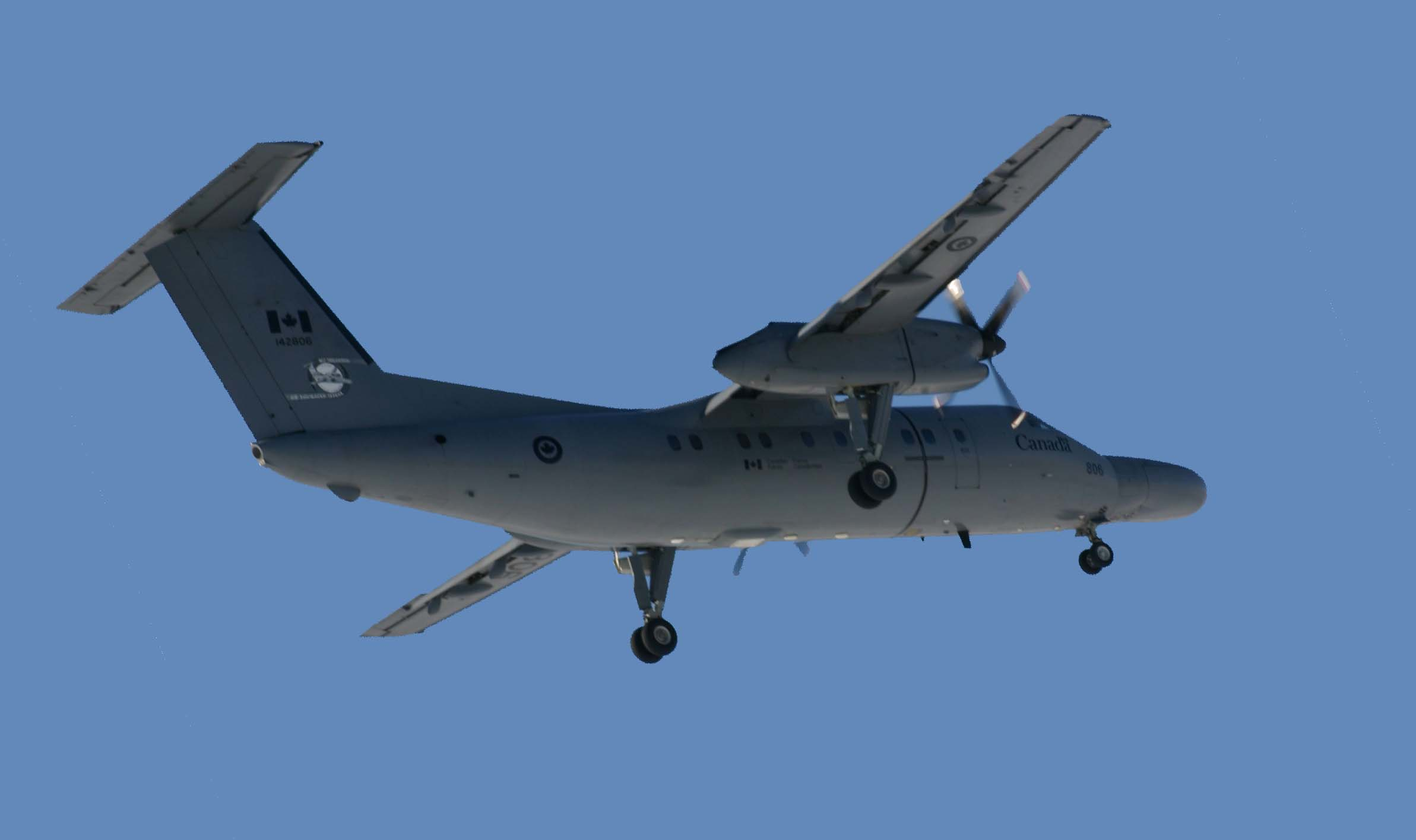
CT-142 DHC-8 „Gonzo“ der Royal Canadian Air Force

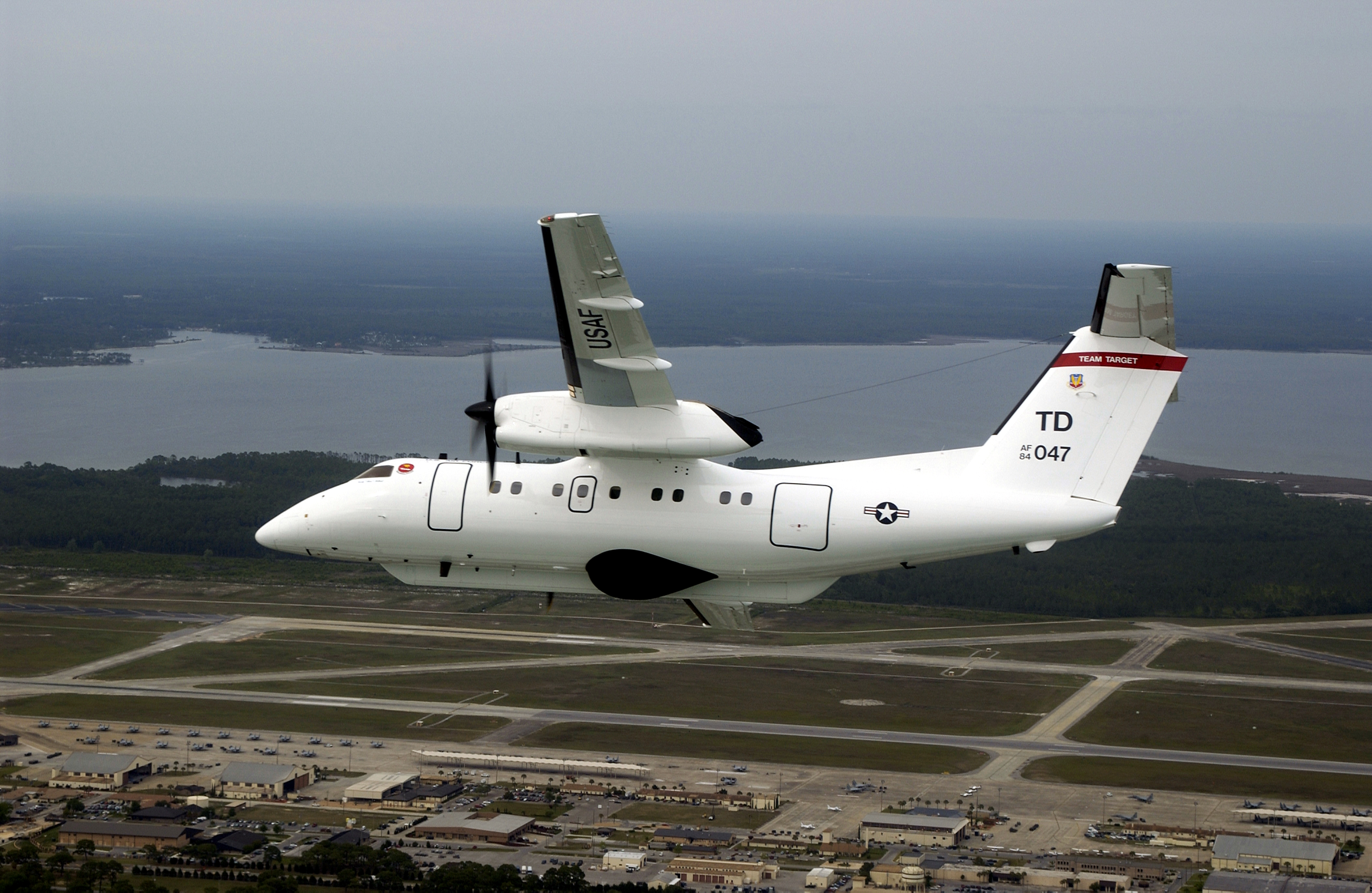
USAF E-9A „Widget“ der United States Air Force

Aruba /  Niederländische AntillenKüstenwache (2)
 AustralienKüstenwache (10)
 IslandKüstenwache (1)
 JapanKüstenwache (8)
 KanadaNavigationstrainer CT-142 „Gonzo“ (4), Transporter CC-142 DHC-8
 KeniaLuftwaffe
 MexikoMarine
 SchwedenKüstenwache (3)
 Vereinigte StaatenUS Air Force (2) E-9A „Widget“
U.S. Customs and Border Protection (7)

## Technische Daten
| Kenngröße             | DHC-8-100                                             | DHC-8-200                                      | DHC-8-300                                      | DHC-8-400                                                                                           |
| --------------------- | ----------------------------------------------------- | ---------------------------------------------- | ---------------------------------------------- | --------------------------------------------------------------------------------------------------- |
| Passagiere            | 40                                                    | 40                                             | max. 56                                        | max. 90                                                                                             |
| Länge                 | 22,25 m                                               | 22,25 m                                        | 25,68 m                                        | 32,84 m                                                                                             |
| Spannweite            | 25,91 m                                               | 25,89 m                                        | 27,43 m                                        | 28,42 m                                                                                             |
| Höhe                  | 7,49 m                                                | 7,49 m                                         | 7,49 m                                         | 8,33 m                                                                                              |
| max. Startmasse       | 15.649–16.466 kg                                      | 16.466 kg                                      | 18.643–19.505 kg                               | 27.987–29.574 kg                                                                                    |
| max. Landemasse       | 15.377 kg                                             | 15.650 kg                                      | 18.144–19.051 kg                               | 27.422–28.123 kg                                                                                    |
| max. Treibstoffmenge  | 2.575 kg (+ 2.072 kg optional)                        | 2.575 kg (+ 2.072 kg optional)                 | 2.575 kg (+ 2.072 kg optional)                 | 5.318 kg                                                                                            |
| max. Reichweite       | 1889 km / 1174 miles                                  | 1713 km / 1065 miles                           | 1711 km / 924 NM                               | 1295 km / 0699 NM (NextGen BASIC) 2063 km / 1114 NM (NextGen EHGW) mit 74 Passagieren               |
| Höchstgeschwindigkeit | 448 km/h                                              | 448 km/h                                       | 450 km/h                                       | 667 km/h                                                                                            |
| Dienstgipfelhöhe      | 7.620 m                                               | 7.620 m                                        | 7.620 m                                        | 7.620 m                                                                                             |
| Antrieb               | 2× PW120A mit je 1491 kW oder 2× PW121 mit je 1603 kW | 2× Pratt & Whitney Canada PW123 mit je 1749 kW | 2× Pratt & Whitney Canada PW123 mit je 1749 kW | 2× Pratt & Whitney Canada PW150A mit je 3781 kW (max. Startleistung) und Dowty-Sechsblatt-Propeller |